# Psammocora
Genre
Psammocora est un genre de scléractiniaires (coraux durs), le seul de la famille des Psammocoridae (mais anciennement classé parmi les Siderastreidae).

## Liste des espèces
Psammocora comprend les espèces suivantes
| Selon World Register of Marine Species (13 janvier 2016) : - Psammocora albopicta Benzoni, 2006 - Psammocora contigua Esper, 1794 - Psammocora digitata Milne Edwards & Haime, 1851 - Psammocora eldredgei Randall, 2015 - Psammocora haimiana Milne Edwards & Haime, 1851 - Psammocora interstinctus Claereboudt, 2006 - Psammocora profundacella Gardiner, 1898 - Psammocora ramosa Claereboudt, 2006 - Psammocora stellata Verrill, 1866 - Psammocora verrilli Vaughan, 1907 | Selon ITIS (13 janvier 2016) : - Psammocora brighami Vaughan, 1907 - Psammocora contigua Esper, 1797 - Psammocora digitata Milne-Edwards & Haime, 1851 - Psammocora explanulata Van der Horst, 1922 - Psammocora haimeana Milne-Edwards & Haime, 1851 - Psammocora nierstraszi Van der Horst, 1921 - Psammocora obtusangula Lamarck, 1816 - Psammocora profundacella Gardiner, 1898 - Psammocora stellata Verrill, 1866 - Psammocora superficialis Gardiner, 1898 - Psammocora vaughani Yabe & Sugiyama, 1936 |

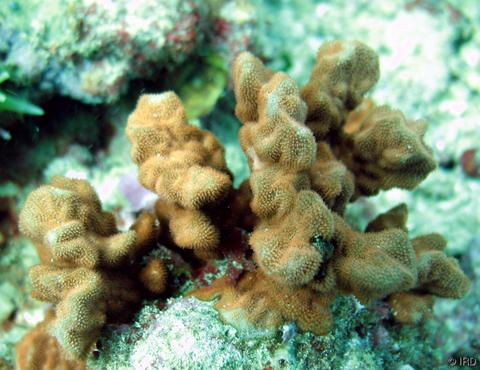
Psammocora contigua.
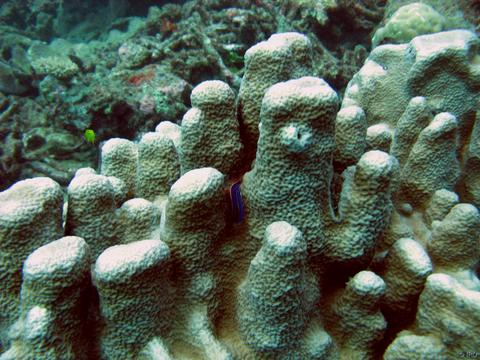
Psammocora digitata.
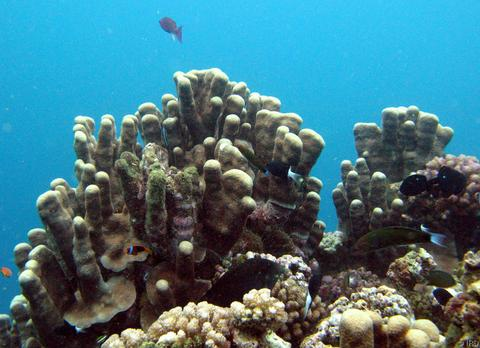
Psammocora haimiana.
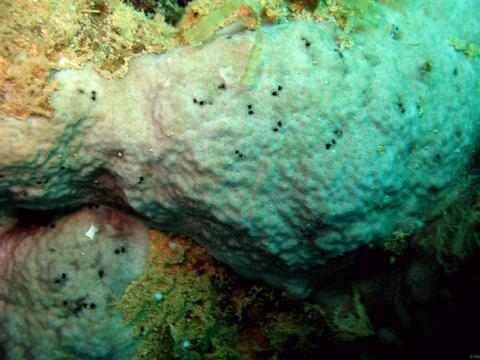
Psammocora nierstraszi.
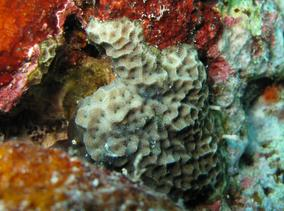
Psammocora profundacella.